# Escudo de la República Checa
El escudo de la República Checa une los blasones de los tres territorios históricos que conforman la actual República Checa. Es un escudo cuartelado, en el primer y cuarto cuartel de gules un león rampante y horquillado de plata, armado, lampasado y coronado de oro, que simboliza a Bohemia. En el segundo de azur, un águila ajedrezada o jaquelada de gules y plata, armada y coronada de oro, que representa a Moravia; y en el tercero, de oro, un águila de sable armada de gules, coronada de oro y cargada con un creciente de plata terminado en tres cruces del mismo metal, que es el escudo de una parte de Silesia. 
Este escudo es conocido como escudo grande. El pequeño (con un único campo) es el de Bohemia, que actualmente no es, oficialmente, el escudo nacional.

Bohemia y todas las tierras checas.
Moravia
Silesia

## Escudos históricos

Dinastía de los Přemyslidas
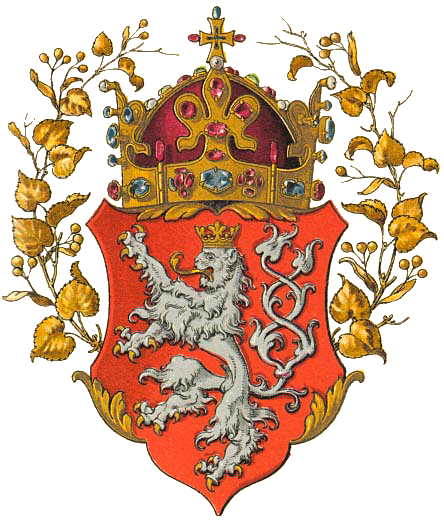
Reino de Bohemia
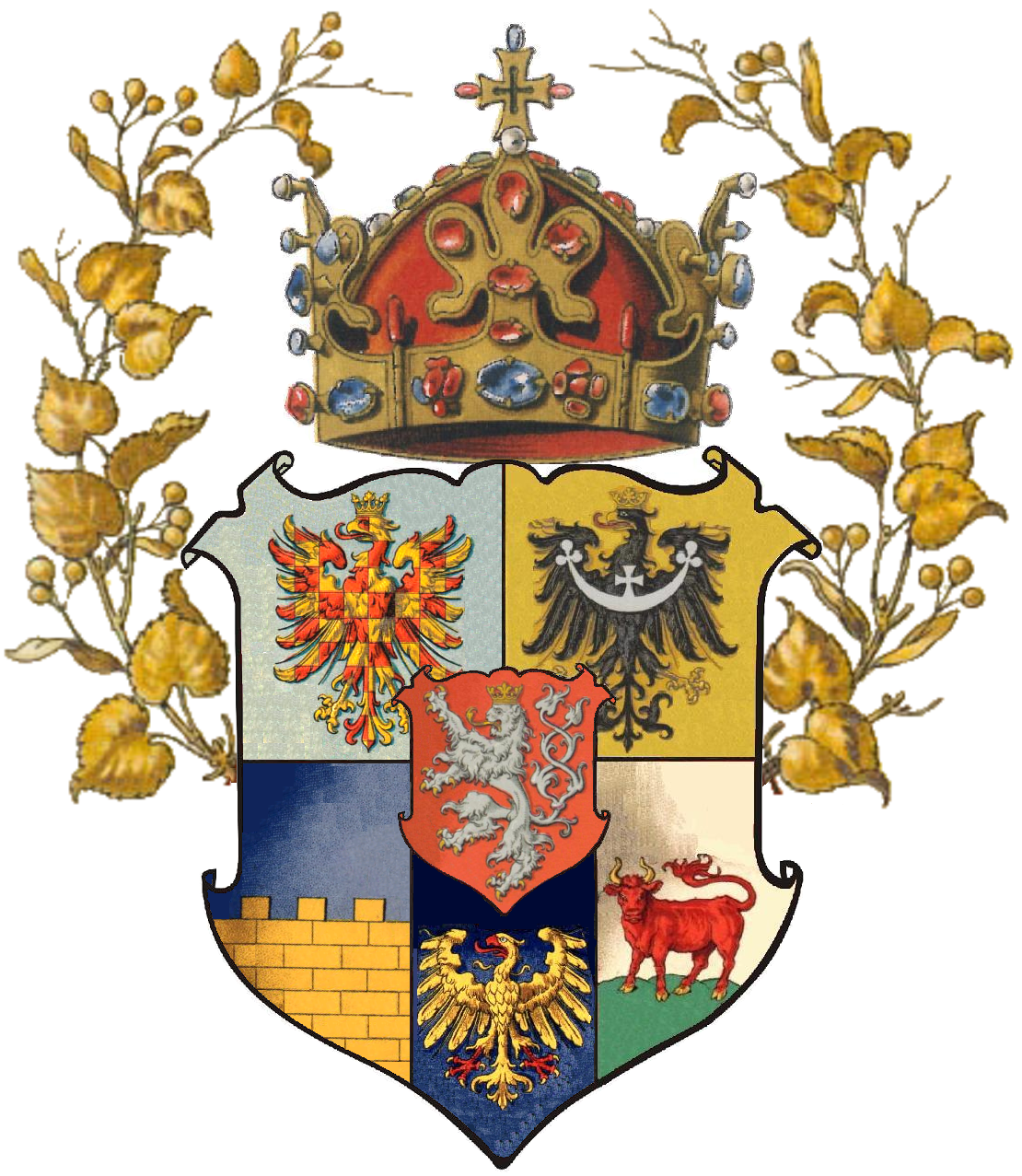
Tierras de la Corona de San Wenceslao (1526-1635)